# 東洋新薬
株式会社東洋新薬（とうようしんやく）は、佐賀県鳥栖市に本部を、福岡県福岡市博多区に本社を置く、健康食品、化粧品の製造・販売を行うODMメーカーである。機能性表示食品の開発も多数行っている。

## 沿革
- 1993年 - 株式会社セブンシーズ設立（化粧品企画業）
- 1997年 - 株式会社セブンシーズより健康食品部門を独立し、株式会社東洋新薬を設立
- 1999年：鳥栖北部丘陵新都市(佐賀県鳥栖市)への進出協定に調印
- 2001年：鳥栖市に第1工場竣工
- 2002年：青汁製品として日本初のトクホ(特定保健用食品)許可取得
- 2003年：鳥栖工場においてISO9001:2000取得
- 2004年：株式会社太田胃散と葛の花エキスの販売契約締結
- 2005年：大正製薬と合弁会社 大正アクティブヘルス株式会社設立
- 2006年：株式会社フォーマルクライン設立
- 2007年：熊本工場・鳥栖工場化粧品製造部門においてISO9001:2000取得
- 2008年：アサヒ緑健と合弁会社 株式会社大地の力研究所設立
- 2009年：本部・鳥栖工場・熊本工場において取得したISO9001:2000をISO9001:2008に移行
- 2010年：博報堂と合弁会社 株式会社T・H・Eマーケティング設立
- 2011年：株式会社東洋グリーンファーム設立・熊本県と産業振興に伴う包括協定を締結
- 2012年：佐賀県と産業振興に関する協定を締結
- 2013年：愛媛県と連携・協力に関する協定を締結
- 2014年：福岡県と包括連携協定を締結・秋田県と食関連産業等の振興に関する連携協定を締結
- 2015年：平成27年度 知財功労賞の特許庁長官表彰を受賞
- 2019年：Jリーグクラブ「 サガン鳥栖」、プロ野球チーム「 福岡ソフトバンクホークス」とのスポンサー契約締結
- 2020年：株式会社東洋フーズ設立
- 2022年：クイックラボ渋谷(QLS)を開設
- 2023年：韓国の企業INNERBOTTLEと契約を結び、サステナブル化粧品ボトル日本独占提供を開始

## 事業所
- 本部・鳥栖工場 - 佐賀県鳥栖市
- 本社・福岡支店 - 福岡県福岡市博多区
- 東京支店 - 東京都千代田区
- 大阪支店 - 大阪府大阪市中央区
- 熊本工場 - 熊本県菊池郡大津町